# Loughton
Loughton è una città di 30 340 abitanti della contea dell'Essex, in Inghilterra.